# فسیل (فیلم ۱۳۹۹)
فسیل فیلم کمدی-درام ایرانی به کارگردانی کریم امینی، نویسندگی حمزه صالحی و تهیه‌کنندگی سید ابراهیم عامریان محصول سال ۱۳۹۹ است. فسیل با بازی بهرام افشاری، هادی کاظمی و ایمان صفا روایت سه دوست است که پیش از انقلاب ۱۳۵۷ در یک گروه موسیقی مشغول به کارند. این فیلم از ۲۴ اسفند ۱۴۰۱ تا ۲۹ اسفند ۱۴۰۲ در سینماهای ایران اکران شد و با جذب بیش از ۷ میلیون و ۴۸۷ هزار مخاطب، پربیننده‌ترین فیلم سینمای ایران در سال اول اکران است.

## داستان
اسماعیل (بهرام افشاری)، سعید (هادی کاظمی) و صفا (ایمان صفا) که عضو گروه موسیقی بلک داگز هستند، برای معروفیت و موفقیت تلاش می‌کنند. اسماعیل (ملقب به اسی) دنبال اجرا جلوی شاه است؛ اما صفا گرایش چپ دارد و با سرودن ترانه‌های اعتراضی سعی می‌کند محبوبیتی بین مردم کسب کند؛ ولی به زندان می‌افتند.
اسی که در راه رفتن به قصر شاه است طی تصادفی به کما می‌رود و ۱۰ سال بعد به هوش می‌آید. او متوجه می‌شود که شاه رفته و جمهوری اسلامی سر کار است. همچنین متوجه می‌شود نامزدش فرنگیس (الناز حبیبی) ازدواج کرده و سعید با خواهرش، پری (الهه حصاری) ازدواج کرده و عضو کمیته انقلابیون شده و صفا به سازمان مجاهدین خلق پیوسته است. او حالا مورد اتهام اطلاعات قرار گرفته است.
اسماعیل به سراغ فرنگیس می‌رود و متوجه می‌شود که او طلاق گرفته، پس از او خواستگاری کرده و با او ازدواج می‌کند. در شب عروسی اسی، بین صفا و سعید که در دو گروه مقابل هم قرار دارند، درگیری صورت می‌گیرد و به سبب آن باز هم اسی به کما می‌رود و درحالی به هوش می‌آید که سخنرانی (محمود احمدی نژاد) از تلویزیون پخش می‌شود.

## بازیگران
| بازیگر             | شخصیت               |
| ------------------ | ------------------- |
| بهرام افشاری       | اسماعیل عمویی (اسی) |
| هادی کاظمی         | سعید بهمنی          |
| ایمان صفا          | صفا                 |
| الناز حبیبی        | فرنگیس تیموری       |
| الهه حصاری         | پری عمویی           |
| بابک کریمی         | خسروی               |
| رضا بای            |                     |
| سید جواد هاشمی     | حاج محمد داوودی کیا |
| غلامرضا نیکخواه    | حاج تیمور تیموری    |
| سمانه منیری        | فتانه               |
| امید روحانی        | آقا کرم عمویی       |
| علیرضا استادی      |                     |
| مجید شهریاری       | دکتر                |
| قاسم زارع          |                     |
| خشایار راد         |                     |
| امیر ارسلان یعقوبی | رضا                 |
| میثاق جمشیدی       | شهرام شب‌پره         |
| رهام حیدرعلی       | اسماعیل بهمنی       |
| پارسیا شکوری‌فر     | اسکندر خسروی        |
| مهری آل‌آقا         | گلاب                |

## تولید
تولید فیلم همزمان با دنیاگیری کروناویروس در سال ۱۳۹۸ انجام گرفت.
به گفته نویسنده، یک سکانس شامل سانسور بوده است و چند ثانیه به کل حذف شده است. فیلمنامه اولیه این فیلم توسط کریم امینی، علی باطنی و آرمین طهماسبی نوشته شده و نگارش نهایی آن را حمزه صالحی انجام داده است.

## بازخورد

### گیشه
در هفته اول اردیبهشت ۱۴۰۲، فسیل با ۱۷۰ میلیارد و ۶۲۰ میلیون تومان فروش و ۴۲۰ هزار تماشاگر، اولین فیلم سینمای ایران شد که بیشتر از ۱۰۰ میلیارد تومان فروخت.
فسیل در ادامه با ثبت رکورد فروش ۲۳۰ میلیارد تومانی، توانست پرفروش‌ترین فیلم تاریخ سینمای ایران حتی با درنظر گرفتن نرخ تورم در اولین اکران خود باشد. در ۱۹ مرداد ۱۴۰۲ تعداد مخاطبان فسیل از رقم ۵ میلیون و ۳۳۰ هزار نفر عبور کرد و این فیلم توانست بعد از ۱۴ سال رکورد مخاطبان فیلم اخراجی‌ها ۲ را بشکند و پربیننده‌ترین فیلم تاریخ سینمای ایران در سال اول اکران شد.
فسیل پس از گذشت ۲۸۵ روز از اکران خود توانست با ۷ میلیون مخاطب به رکورد فروش ۳۰۰ میلیارد تومانی برسد. با این آمار، فسیل حدود یک‌سوم گیشه و تعداد مخاطبان کلی اکران سال ۱۴۰۲ سینمای ایران را به خود اختصاص داده است.
سید ابراهیم عامریان (تهیه‌کننده فیلم) دربارهٔ تأثیر لو رفتن نسخه قاچاق این فیلم بر میزان فروش آن در سینماها گفت: تلاش ما این بود که در زمینه مجموع مخاطبان بتوانیم رکورد فیلم «عقاب‌ها» را هم بزنیم. ما تا چند قدمی شکستن این رکورد هم رفته بودیم، اما متأسفانه نگذاشتند که به آن برسیم. حالا چه عمدی بود و چه غیرعمدی، این اتفاق باعث شد که این رکورد را به‌دست نیاوریم.

### منتقدان
منتقدان کیهان فیلم را به دلیل نفوذ فرهنگ غرب و شبیه بودن به ژانر فیلم فارسی قبل از انقلاب ۱۳۵۷ نقد کرد. منتقد شبکه چهار دربارهٔ فروش زیاد فیلم گفت: «اگر تماشاگر نخواهد فسیل ببیند، به دیدن کدام فیلم برود که توهین به مخاطب نباشد؟»
اکبر عبدی در نقدی به فیلم فسیل گفت: سینمای ما به دلیل ضعف فیلمنامه به این مرحله رسیده، از «فسیل» و غیر فسیل بگیرید تا… می‌گویند اگر فلان فیلم، فیلم بدی است چرا اینقدر فروخته است؟! می‌گویم می‌شود یک کلیپ را هم گذاشت و بسیار بازدید داشته باشد.
همچنین اکبر عبدی از عبارت «نوستالژیک‌ترین فیلم کمدی تاریخ سینمای ایران» که در تبلیغات فیلم فسیل آمده است انتقاد شدیدی کرد. اما سید ابراهیم عامریان (تهیه‌کننده فیلم فسیل) در واکنش به انتقاد اکبر عبدی می‌گوید جملات در تبلیغات فقط تبلیغ است و نه چیز دیگر و نباید ناراحت شد.
روزنامه اعتماد در نقد این فیلم نوشت: در این فیلم، سازمان منافقین را عده‌ای احمق و سطحی تصویر کرده در حالی که آنها با غیظ و اراده روبروی انقلاب ایستادند.
سامان سالور در خصوص فیلم فسیل گفت: واقعاً از فروش فیلم «فسیل» خوشحال هستم چرا که آن را اتفاق مثبت و خوبی برای سینمای ایران می‌دانم. این فروش به چرخه اقتصادی سینمای ایران کمک می‌کند و موفقیت این فیلم منافاتی با موفقیت فیلم ما و دیگر فیلم‌های در حال اکران ندارد.

### جایزه‌ها و نامزدی‌ها
| سال  | مراسم            | جایزه                         | دریافت‌کننده  | نتیجه | منبع   |
| ---- | ---------------- | ----------------------------- | ------------ | ----- | ------ |
| ۱۴۰۲ | جشن حافظ         | تندیس بهترین بازیگر مرد سینما | بهرام افشاری | پیروز | [ ۱۹ ] |
| ۱۴۰۲ | جشنواره فیلم فجر | سیمرغ بلورین بهترین پوستر     | محمد تقی‌پور  | پیروز | [ ۲۰ ] |